# I'm Like a Lawyer with the Way I'm Always Trying to Get You off (Me & You)
«I'm Like a Lawyer with the Way I'm Always Trying to Get You off (Me & You)», o de manera corta «I'm Like a Lawyer... (Me & You)», es la cuarta canción y cuarto sencillo del cuarto álbum de Fall Out Boy Infinity on High. Escrito principalmente por el Patrick Stump y Pete Wentz, la canción era una de las dos canciones producidas por Babyface, la otra siendo el sencillo "Thnks fr th Mmrs". 
Esta canción fue tocada en las sesiones acústicas de VH1's V-Spot junto con "Thnks fr th Mmrs", "This Ain't a Scene, It's an Arms Race", and "Sugar, We're Going Down".

## Video
Fall Out Boy ha anunciado que son oficialmente miembros de Invisible Children Inc., organización que apoya a los niños de regiones en conflicto en África, donde se grabó el vídeo del sencillo I'm Like A Lawyer With The Way I'm Always Trying To Get You Off (Me & You), que trata sobre dicho tema. Una parte del video muestra la representación de la banda en un campo en Uganda mientras muestran personas que hacen sus rutinas diarias en África y un grupo de las personas que miran el vídeo para "Dance, Dance ". La trama enfoca las vidas de dos niños de Uganda que se enamoran y trabajan para poder ir a la escuela difícilmente. Pero un día, su pueblo es invadido, y se llevan al muchacho joven . Entonces entra en una sección del video sin la música dónde el niño escapa del campamento rebelde. Como el muchacho regresa a casa, la música empieza se toca de nuevo (el puente) y los dos se reúnen. El vídeo termina con un mensaje que dice que hay todavía miles de niños soldados que no han devuelto a sus familias, junto con el URL de Invisible Children Inc.] 's . En este video, aparte de las escenas con los niños, hay solo muy pocas escenas de la banda, mucho menos de en los vídeos anteriores. 

## Lista de la canción
1. "I'm Like a Lawyer with the Way I'm Always Trying to Get You off (Me & You)"
2. "This Ain't a Scene, It's an Arms Race" (En vivo desde Hammersmith Palais)

- Datos: Q2479897